# Asplenium trichomanes
El culantrillo menudo (Asplenium trichomanes) es un helecho de la familia Aspleniaceae.

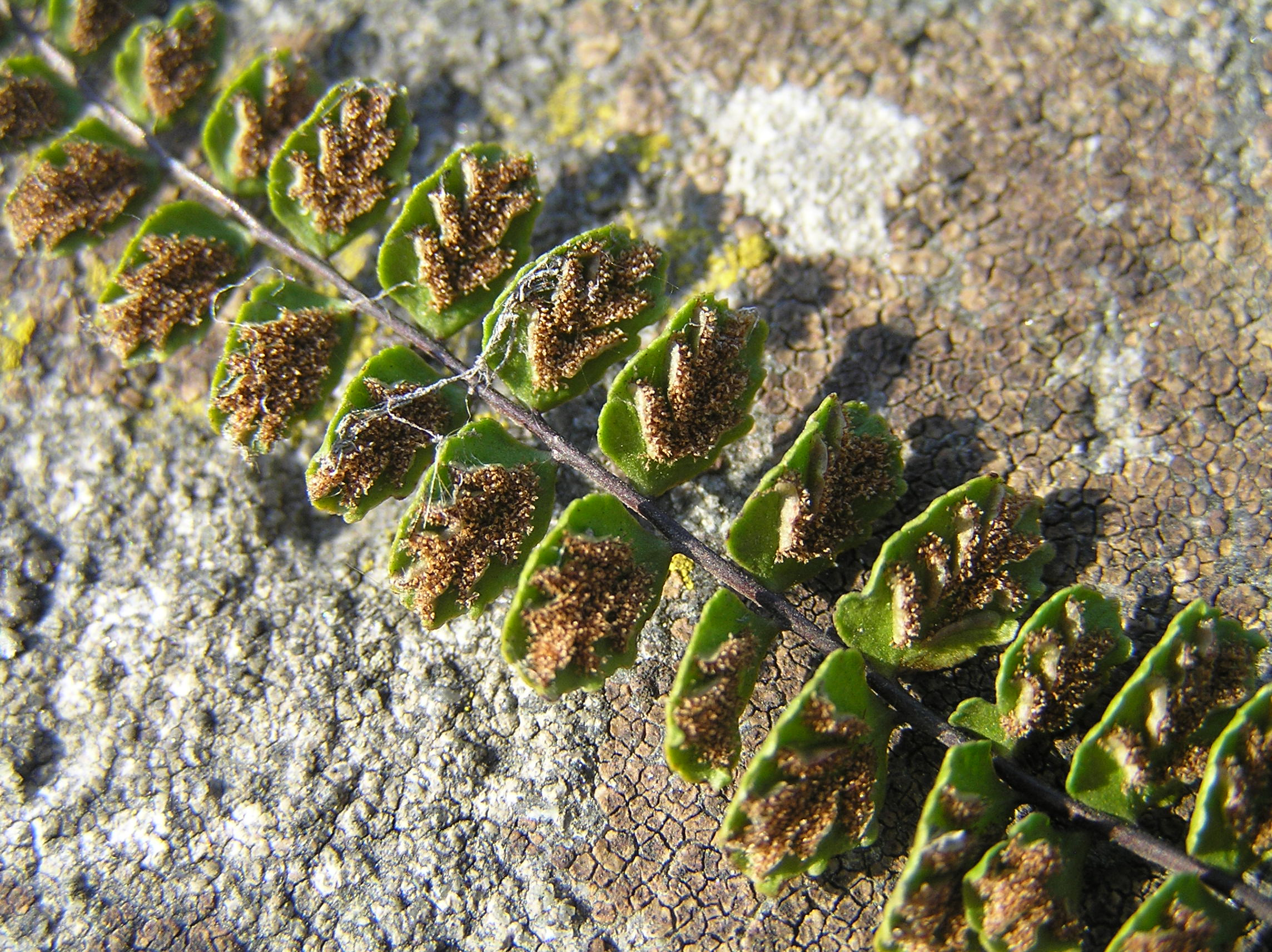

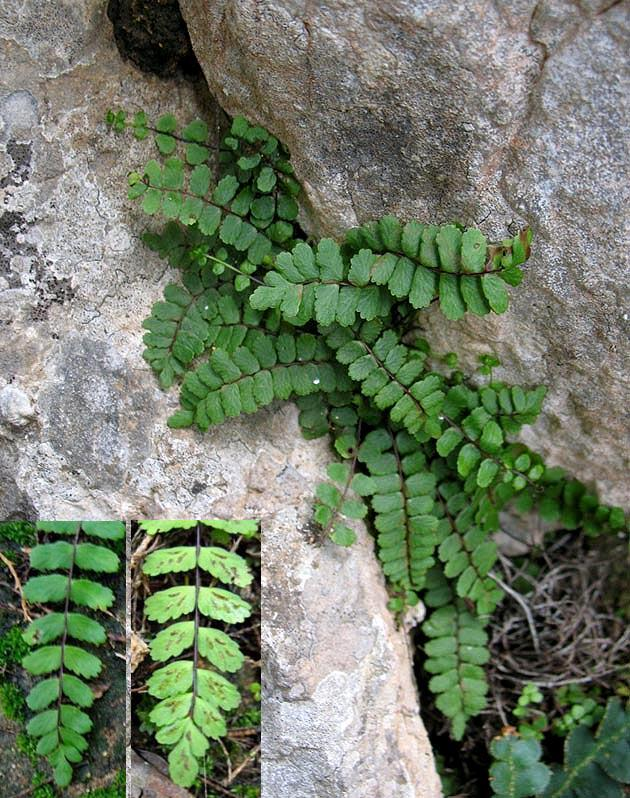

## Descripción
Planta vivaz, de tamaño muy variable (10-50 cm), con corto rizoma, escamoso, del que surgen numerosas raíces delgadas, duras, negras, y una serie de frondes, estrechas y largas, con el raquis tieso, pardo oscuro y brillante. Limbo linear, pinnado una sola vez, con 15-30(40) pares de segmentos ovales, un poco irregulares, de bordes dentados, más anchos los basales que los superiores. Soros lineares. Los esporangios maduran a lo largo de todo el año.

## Hábitat
Fisuras y grietas de rocas y muros húmedos y sombríos.
- A. t. subsp. trichomanes prefiere suelos ácidos y areniscas , basalto y granito.
- A. t. subsp. quadrivalens prefiere rocas calcáreas o calizas y dolerita.
- A. t. subsp. pachyrachis se encuentra principalmente en rocas calizas y muros.

## Distribución
Europa y gran parte de Asia en el sur hasta Turquía, Irán y el Himalaya, con una población en Yemen. Aparece también en el norte, sur y partes del este de África, en el este de Indonesia, sureste de Australia, Tasmania, Nueva Zelanda y Hawái. Se encuentra en Norteamérica y Centroamérica, en Cuba y en el norte y el oeste de Sudamérica.

## Propiedades
Indicaciones:  es emoliente, antiinflamatorio, expectorante.

## Taxonomía
Asplenium trichomanes fue descrita por Carlos Linneo  y publicado en Species Plantarum 2: 1080. 1753.
Etimología
Ver: Asplenium
trichomanes: epíteto de la palabra griega: τριχομανεϛ, trichomanes que es el nombre griego para los helechos.
Variedades
- Asplenium trichomanes L. subsp. trichomanes
- Asplenium trichomanes L. subsp.  quadrivalens
- Asplenium trichomanes L. subsp.  inespectans
- Asplenium trichomanes L. subsp. pachyrachis
- Asplenium trichomanes L. subsp. hexavalens

Sinonimia
- Asplenium csikii Kümmerle & András.
- Asplenium linnaei Soó
- Asplenium x lusaticum D.E.Mey.
- Asplenium melanocaulon Willd.
- Asplenium trichomaniforme H.P.Fuchs
- Trichomanes callitriche Bubani[5]
- Chamaefilix trichomanes (L.) Farw.	[6]

## Nombres comunes
- Castellano: adianto rojo, arzolla de peña, culantrillo, culantrillo bastardo, culantrillo hembra, culantrillo menor, culantrillo menudo, falsia, falsía, falzia roja, felechas, felechera, hoja mosaica, politrico, polítrico, politrique, pulitrice, tricomanes, tricómanes.[5]